# Бак Ран (Пенсилванија)
Бак Ран (енгл. Buck Run) насељено је место без административног статуса у америчкој савезној држави Пенсилванија.

## Демографија
По попису из 2010. године број становника је 176, што је 27 (-13,3%) становника мање него 2000. године.
| Група             | 2000.       | 2010.        |
| Белци             | 199 (98,0%) | 176 (100,0%) |
| Афроамериканци    | 0 (0,0%)    | 0 (0,0%)     |
| Азијати           | 0 (0,0%)    | 0 (0,0%)     |
| Хиспаноамериканци | 0 (0,0%)    | 0 (0,0%)     |
| Укупно            | 203         | 176          |